# Schiera di antenne

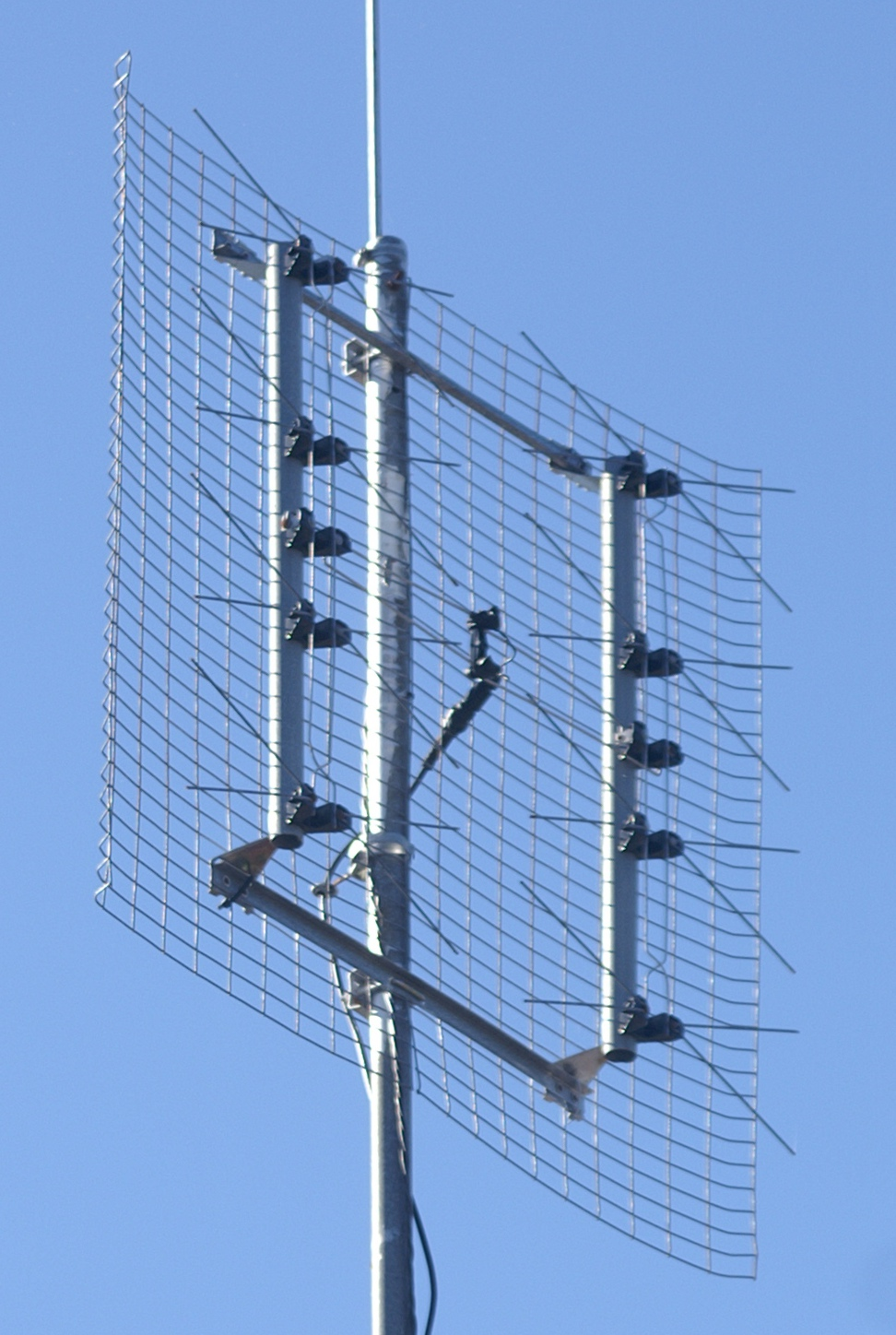
Un comune tipo di schiera di antenne, una schiera riflettente UHF di antenne per televisione. Questo esempio consiste in otto elementi a dipolo montati di fronte a uno schermo riflettente. I dipoli ad X forniscono un'ampia larghezza di banda, sufficiente per coprire sia le bande TV VHF (174–216 MHz) che UHF (470–700 MHz). Esso ha un guadagno di 5 dB VHF e di 12 dB UHF e un rapporto di 18 dB fronte-retro.

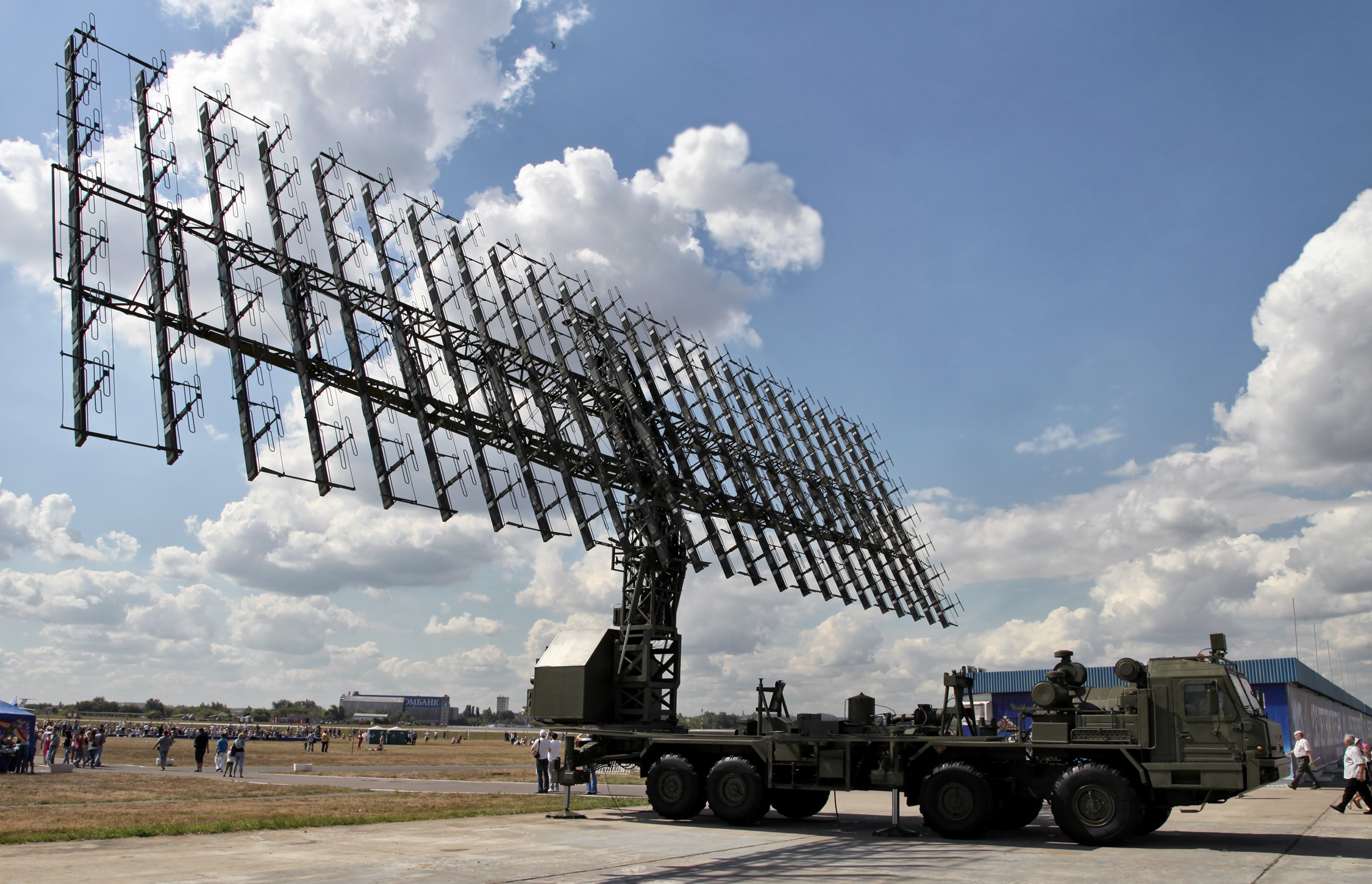
Ampia schiera piana di antenne di un sistema mobile di radar militare russo VHF, il Nebo-M. Esso consiste in 175 antenne a dipolo riunite. Una schiera a fase, irradia un fascio verticale a ventaglio che può essere orientato orizzontalmente attraverso lo spazio di fronte all'antenna.

Antenne a schiera o schiera di antenne è un sistema di più antenne che operano congiuntamente come un'antenna unica per trasmettere o ricevere onde radio.
Le antenne singole, chiamate elementi, sono generalmente collegate a un unico radioricevitore o trasmettitore tramite cavo di alimentazione che fornisce l'energia agli elementi in una specifica relazione di fase. Le onde radio irradiate da ciascuna antenna singola si combinano e sovrappongono, sommandosi (interferenza) per incrementare la potenza irradiata nella direzione voluta e annullarsi reciprocamente (interferenza distruttiva) riducendo la potenza irradiata nelle altre direzioni. Allo stesso modo, quando sono utilizzate come riceventi, le frequenze radio ricevute da ogni singola antenna nella propria, esatta relazione di fase, ampliano l'intensità del segnale ricevuto dalla direzione desiderata e annullano quella del segnale proveniente dalle direzioni non desiderate.
Schiere di antenna più sofisticate possono avere moduli multipli di trasmissione e/o ricezione, ciascuno connesso a elementi (o gruppi di elementi) separati di antenne.
Una schiera di antenne può ottenere un maggior guadagno (direzionalmente), cioè un più stretto fascio di onde radio, di quello ottenibile da una singola antenna.
In generale, più grande è il numero di singoli elementi individuali di antenna utilizzati, più stretto è il fascio di onde e quindi più alto è il guadagno del fascio rispetto a quello di una singola antenna.  Alcune schiere di antenna (quali i radar militari a schiera) sono composti di migliaia di singole antenne. Schiere possono essere usate per ottenere guadagni maggiori, fornire differenze di percorso delle onde (chiamati anche MIMO) che incrementa l'affidabilità della comunicazione, fino ad annullare le interferenze nelle direzioni specifiche, orientando elettronicamente il fascio di onde radio per puntare in differenti direzioni e per l'individuazione della direzione (RDF= radio detection finding).
L'espressione "schiera di antenne" significa più comunemente "schiera attiva", consistente in una molteplicità di identici elementi attivi tutti connessi al ricevitore o alla trasmittente.
Una schiera parassita consiste in un singolo elemento attivo connesso alla linea di alimentazione, e altri elementi che non lo sono, chiamati elementi parassiti. Essa è usualmente l'altro nome di un'antenna Yagi.
Una schiera di fase usualmente significa una schiera elettronicamente scandita, una schiera attiva nella quale ogni elemento individuale è connesso al trasmettitore o ricevitore attraverso un variatore di fase collegato a un computer. Il fascio di onde radio può essere spostato elettronicamente per puntare istantaneamente in qualsiasi direzione entro un ampio angolo, senza muovere le antenne. Comunque l'espressione schiera di fase è talvolta utilizzata per indicare una comune schiera di antenne.

## Funzionamento delle schiere
In base al "criterio di Rayleigh", la direzionalità di un'antenna, l'ampiezza angolare del fascio di onde radio che essa emette, è proporzionale alla lunghezza d'onda dell'onda radio divisa per l'ampiezza dell'antenna. Piccole antenne rispetto alla lunghezza d'onda, come antenne unipolari di un quarto d'onda in lunghezza e dipoli di mezza lunghezza d'onda, non hanno molta direzionalità (guadagno); esse sono antenne onnidirezionali che irradiano onde radio per un ampio angolo.
Per creare un'antenna direzionale (antenna a elevato guadagno), che irradia onde radio in uno stretto fascio, possono essere utilizzate due tecniche.
Una tecnica è quella di usare una riflessione mediante ampie superfici metalliche come parabole o rifrazione tramite ampie superfici metalliche quali riflettori parabolici o trombe o rifrazione tramite lenti per modificare la direzione delle radioonde, per focalizzare le radioonde da una singola antenna a basso guadagno in un fascio. Questo tipo è chiamato "antenna ad apertura". Un disco parabolico è un esempio di questo tipo di antenne.
Una seconda tecnica è quella di usare antenne multiple alimentate dallo stesso trasmettitore o ricevitore; questo è detto antenna a schiera o schiera di antenne.  Se le correnti alimentano le antenne in fase opportuna, a causa del fenomeno d'interferenza le onde sferiche irradiate dalle singole antenne si combinano (sovrappongono) di fronte alla schiera per creare onde piane, un fascio di onde radio che s'irradiano in una specifica direzione. Nelle direzioni in cui le onde irradiate dalle singole antenne si uniscono in fase, le stesse si sommano (interferenza costruttiva) aumentando la potenza irradiata; nelle direzioni in cui le singole onde giungono fuori fase, con il picco di un'onda coincidente con la "valle" di un'altra, le onde si annullano (interferenza distruttiva), riducendo la potenza irradiata in quella direzione. Similarmente, in ricezione, le correnti oscillanti ricevute dalle antenne, risultanti dalle radioonde ricevute dalle direzioni volute sono in fase e quando si combinano nel ricevitore si rafforzano l'un l'altra, mentre le correnti generate da radioonde provenienti da altre direzioni sono fuori fase e quando si combinano nell'apparato ricevente si annullano l'una con l'altra. Il diagramma di radiazione di tale tipo di antenna consiste in un forte fascio in una direzione, il "lobo principale", più una serie di fasci più deboli ad angoli diversi chiamati "lobi secondari", generalmente rappresentanti radiazioni residue in direzioni non volute. Maggiore è l'ampiezza dell'antenna e maggiore è il numero di elementi componenti quest'ultima, più ristretto è il lobo principale e maggiore è il guadagno che si può ottenere mentre minori saranno i lobi secondari.
Schiere nelle quali gli elementi dell'antenna vengono alimentati in fase sono schiere ad ampio angolo di emissione; il lobo principale viene emesso perpendicolarmente al piano degli elementi.
Le più ampie schiere di antenne sono radio interferometri usati nel campo della radioastronomia, in cui radiotelescopi multipli, consistenti in ampie antenne paraboliche, sono collegati fra loro in una schiera di antenne, per ottenere una risoluzione migliore. Utilizzando la tecnica chiamata sintesi d'apertura, tale tipo di schiere può avere la risoluzione di un'antenna con un diametro pari alla distanza tra le antenne.
Nella tecnica chiamata a interferometria a lunghissima base (VLBI), i dischi in continenti diversi sono stati collegati, creando "schiere di antenne" di ampiezza di migliaia di miglia.

## Galleria d'immagini

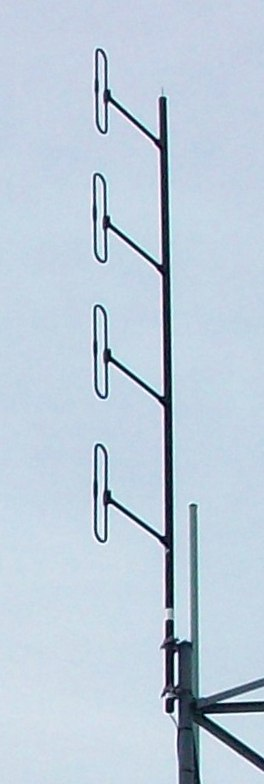
Schiera colineare di dipoli chiusi VHF
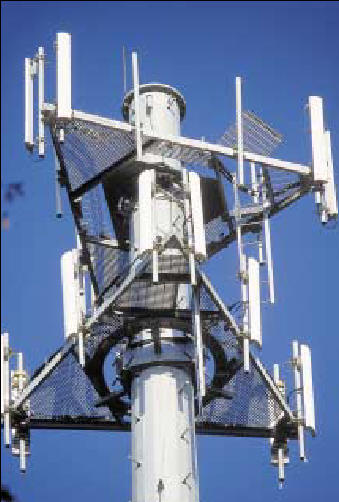
Antenne a settore (white bars) su celle radio. Schiere di dipoli colineari, che irradiano un fascio piatto, a forma di ventaglio.
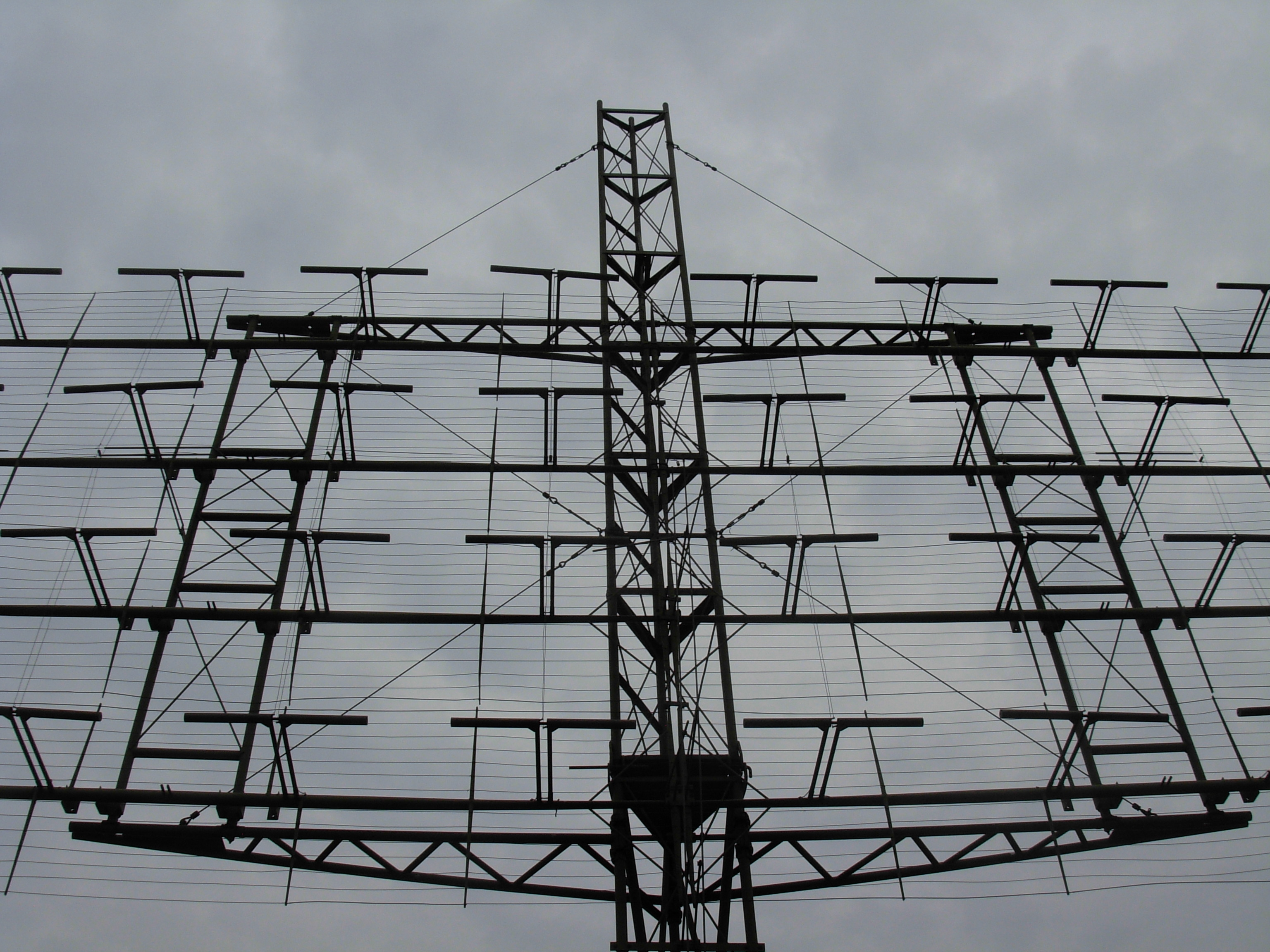
108 MHz antenne a schiera riflettente di un radar SCR-270 usato durante la seconda guerra mondiale consistente in 32 antenne a dipolo a mezz'onda di fronte a uno schermo riflettente.
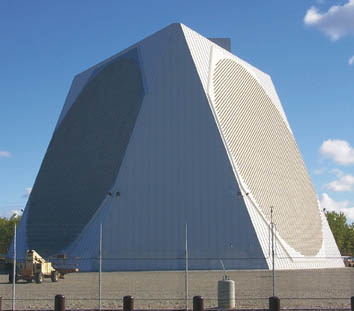
Antenna radar dell'US Air Force PAVE PAWS schiera a fase 420–450 MHz per l'intercettazione di missili balistici, Alaska. Le due schiere circolari sono ciascuna composte di 2677 antenne a dipolo incrociato.
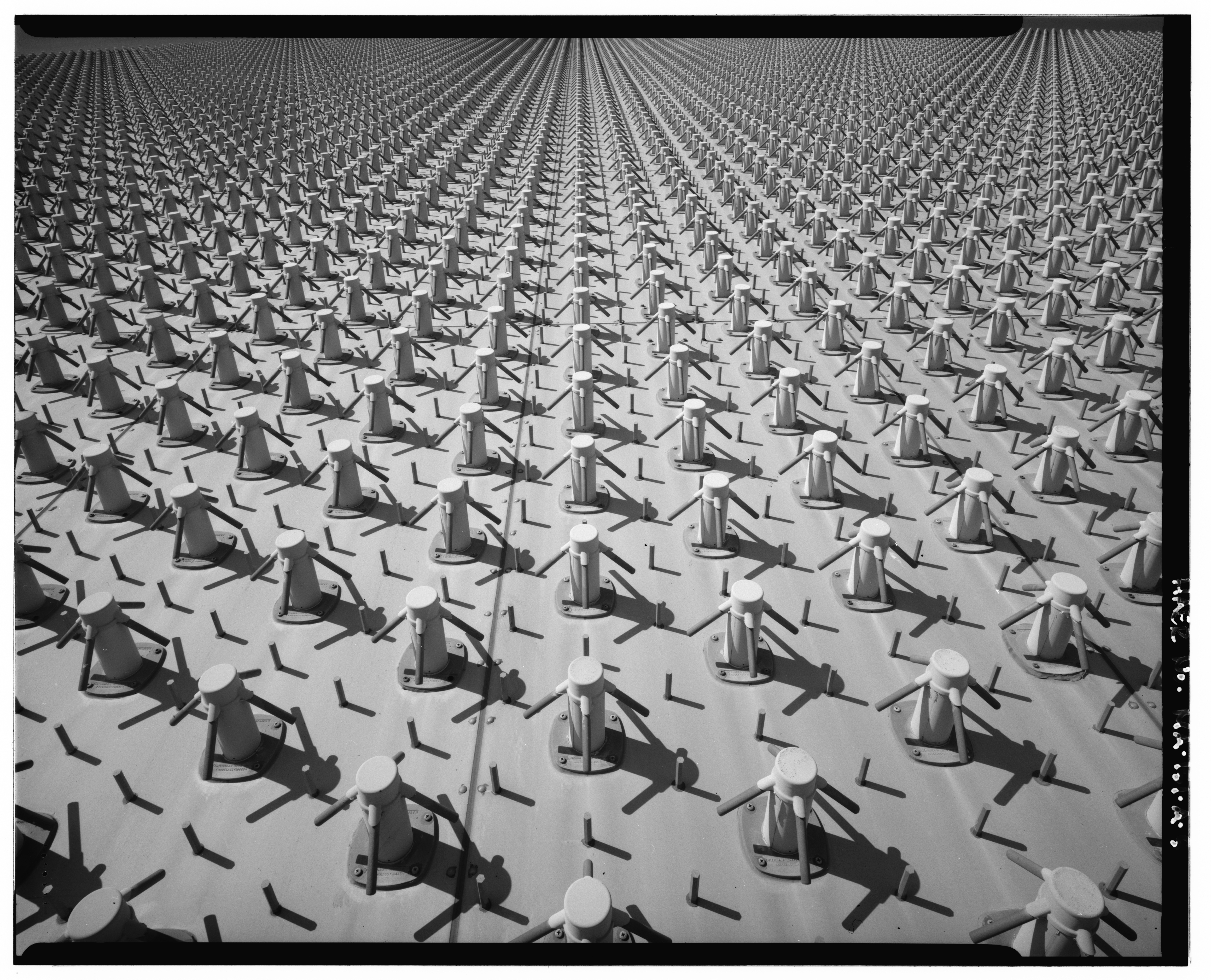
Qualcuno degli elementi a dipolo incrociato – nella schiera di antenne a fase nel PAVE PAWS
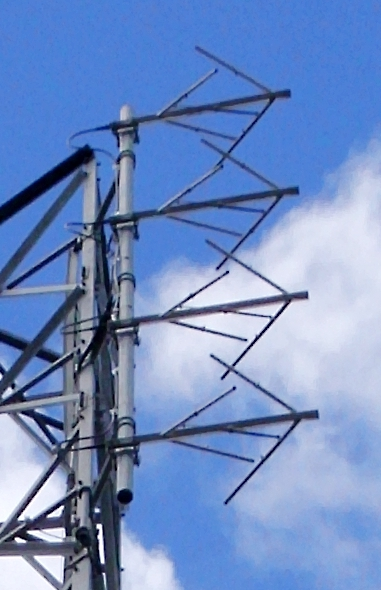
Antenna a dipolo incrociato per la diffusione di trasmissioni radio in FM
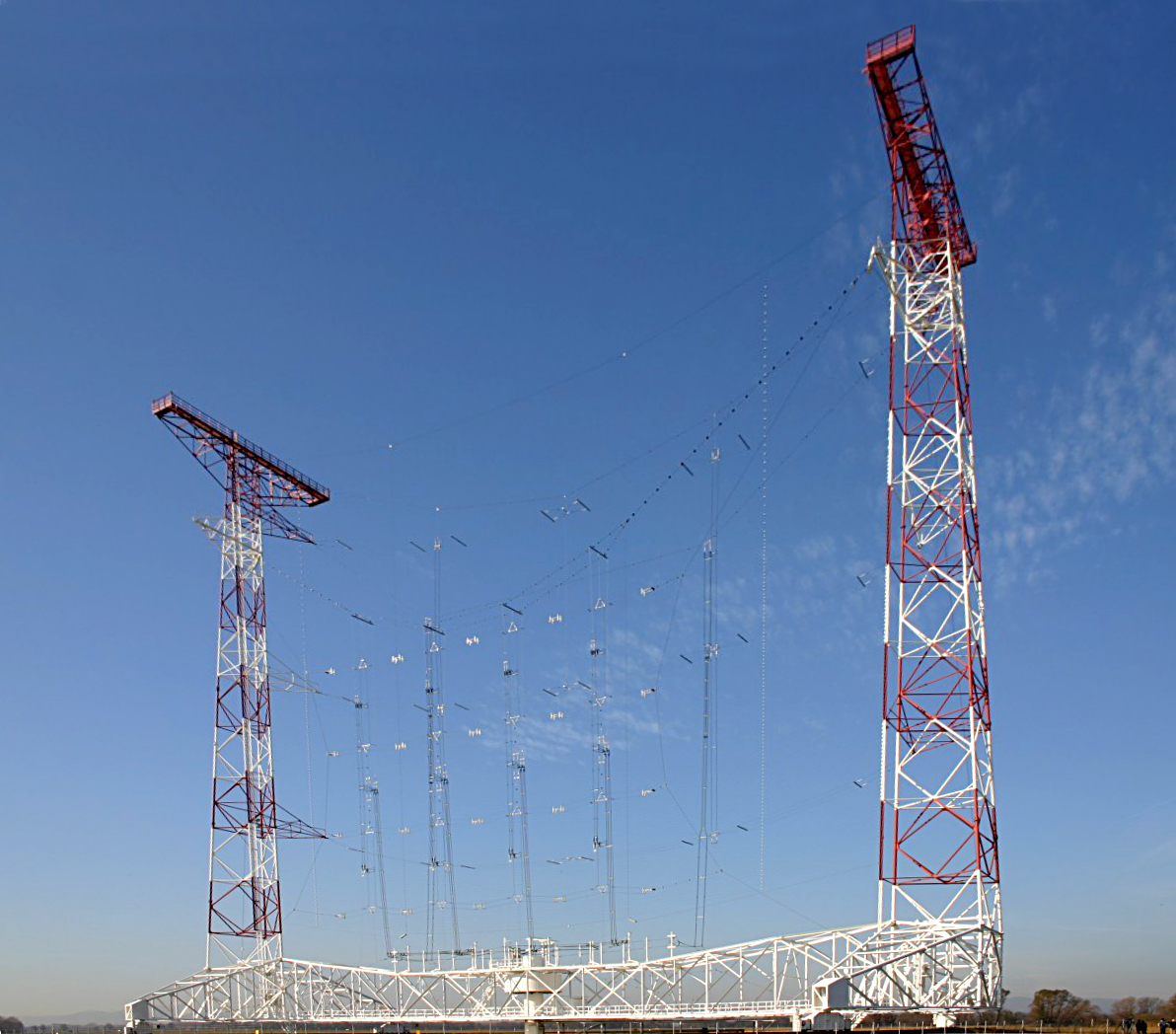
Schiera di antenne a cortina per trasmissione in onde corte, Austria. Dipoli a filo sospesi fra torri.
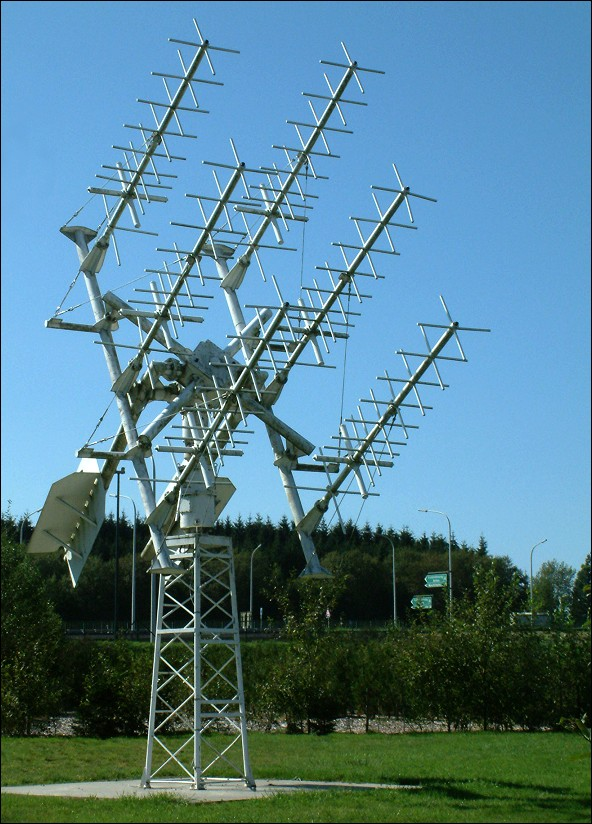
Schiera di antenne turnstile usate per comunicazioni satellitari
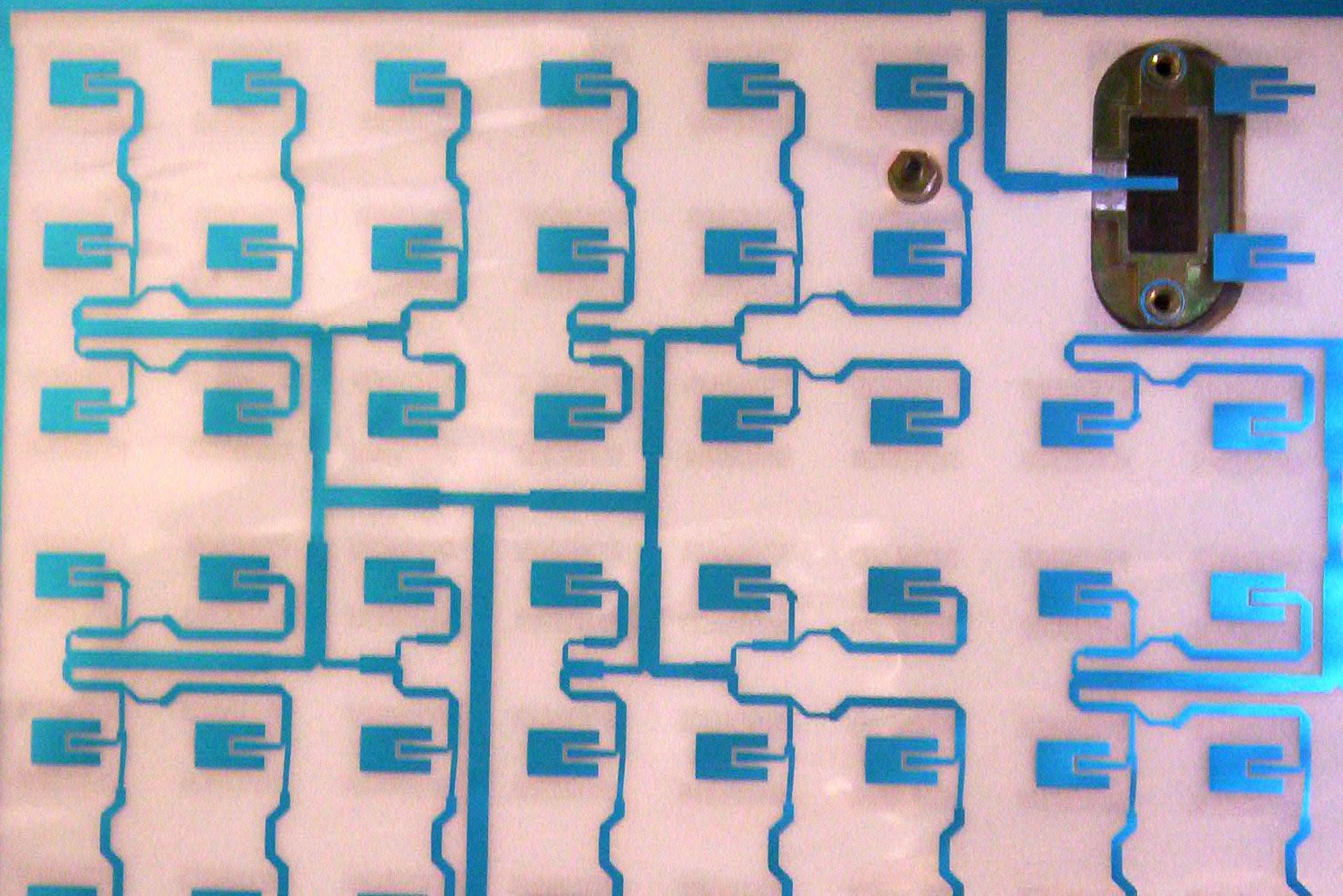
Schiera di antenne a microstriscia per la ricezione di televisione satellitare.
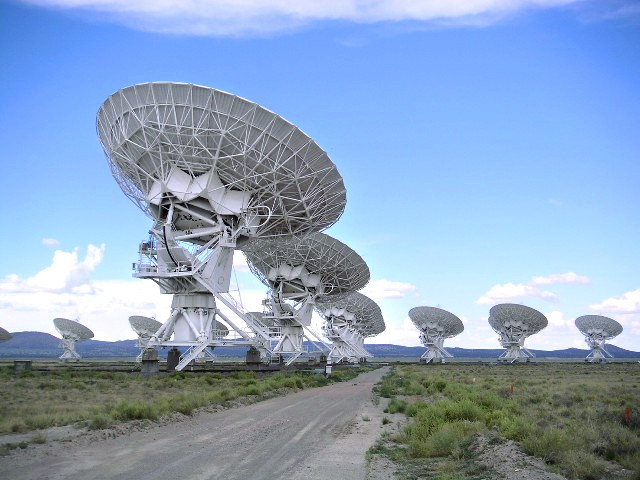
Il Very Large Array, un radiotelescopio fatto con una schiera a forma di Y composta da 27 dischi di antenne a Socorro, Nuovo Messico
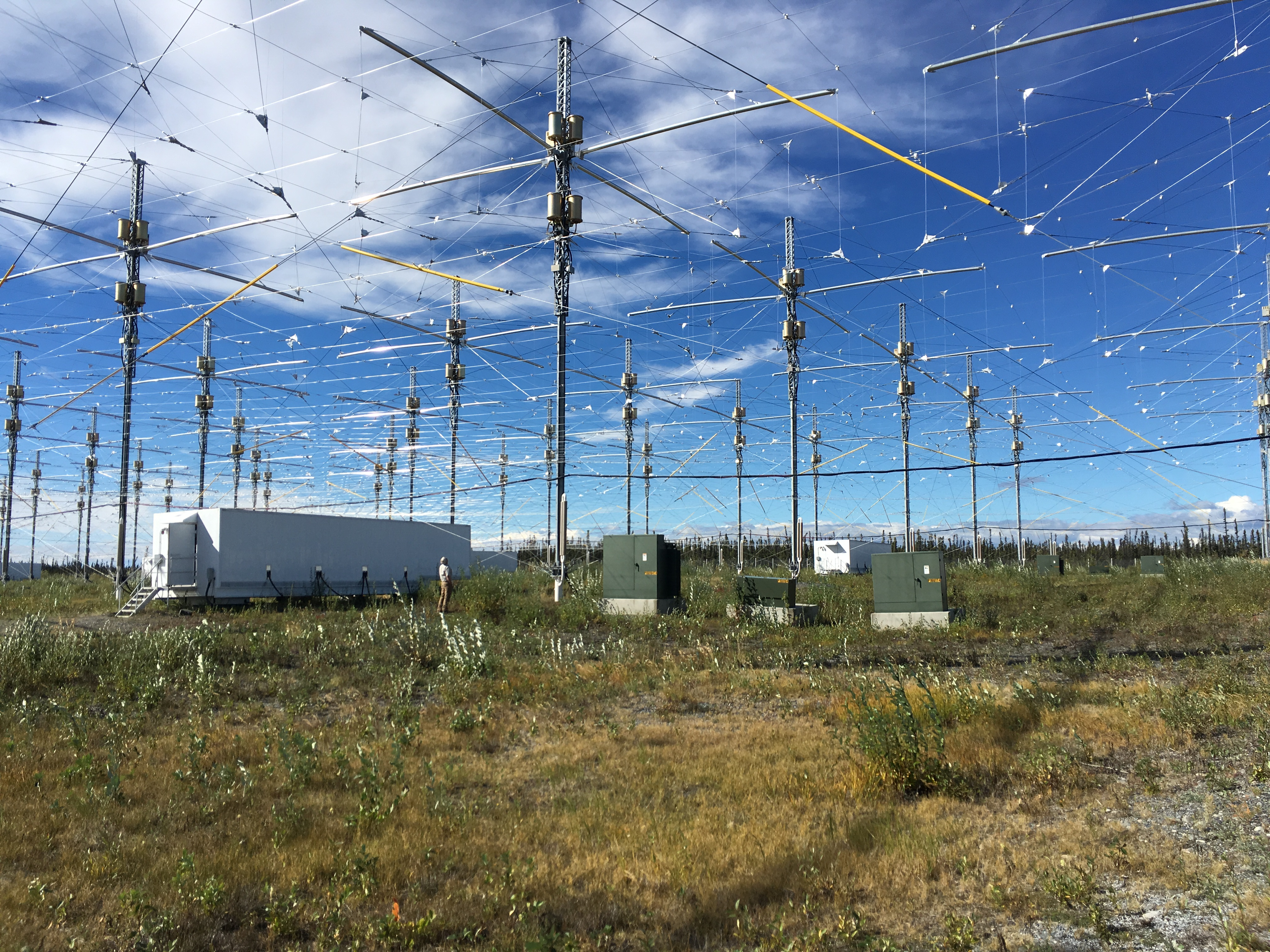
HAARP, una schiera a fase di 180 dipoli incrociati in Alaska che può trasmettere un fascio di radioonde di 3.6 MW alle frequenze da 3 a 10 MHz nella ionosfera a scopi di ricerca
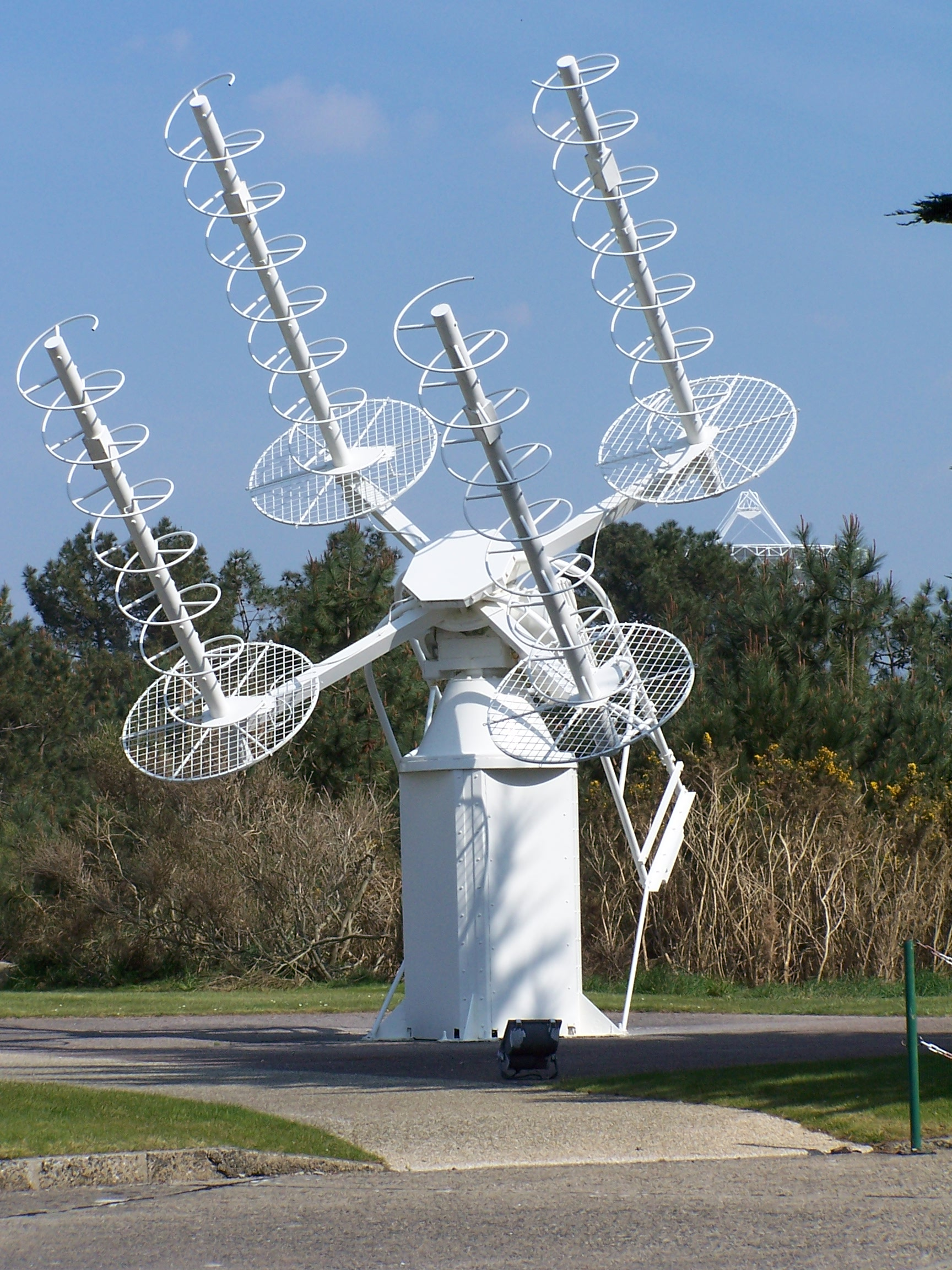
Schiera di quattro antenne elicoidali usate come antenna per tracciare satelliti, Pleumeur-Bodou, Francia

## Tipi
La maggior parte di antenne a schiera può essere divisa in due classi basate su come l'asse componente dell'antenna è collegato alla direzione di radiazione. 
- Una schiera a grande ampiezza è una schiera a una o due dimensioni nella quale la direzione di radiazione (lobo principale) delle onde radio è perpendicolare al piano delle antenne. Per irradiare perpendicolarmente le antenne devono essere alimentate in fase.
- Una schiera endfire' è una schiera lineare nella quale la direzione di radiazione è lungo la linea delle antenne. Queste ultime devono essere alimentate con una differenza di fase eguale alle singole distanze fra antenne adiacenti.

Ci sono anche schiere (come quelle "di fase") che non appartengono a nessuna delle due categorie, nelle quali la direzione di radiazione si trova inclinata di un certo angolo, diverso da 90 °C o multipli, rispetto all'asse delle antenne.
- Schiere attive – si tratta di schiere le cui antenne componenti sono tutte attive – cioè collegate al trasmettitore o ricevitore. Le antenne singole, che sono in genere identiche, spesso consistono di singoli elementi attivi, quali antenne a dipolo come le Yagi o le turnstile.
  - Schiere colineari - un'ampia schiera consistente in antenne a dipoli multipli identici orientati lungo una linea verticale. Questa è un'antenna omnidirezionale ad elevato guadagno, spesso usata in banda VHF come antenna di diffusione per emittenti televisive e antenne di stazioni di base per radio mobili a due vie.
    - Antenna Batwing o schiera Batwing - antenne verticali specializzate usate per diffusione televisiva consistenti in antenne a dipoli incrociati multiple montate colinearmente su un albero. Hanno un modello di radiazione onnidirezionale ad alto guadagno su un'ampia larghezza di banda.

  - Schiera piana - una schiera di antenne piatta bidimensionale. Poiché una schiera di antenne onnidirezionali irradia due fasci separati di 180°, ciascuno dai lati opposti dell'antenna, essa è spesso montata o di fronte a un riflettore o è composta di antenne direzionali come le Yagi o come le antenne elicoidali, per fornire un fascio unidirezionale.
  - Schiera riflettente - una schiera piana di antenne, spesso dipoli a mezz'onda alimentati in fase, di fronte a un riflettore piatto come un piatto metallico o uno schermo di fili. Esso irradia un singolo fascio di onde radio perpendicolare alla schiera. Viene usato come antenna televisiva UHF e antenna radar.
    - Schiera a cortina - un'antenna esterna trasmittente a fili per onde corte consistente in una schiera piana di dipoli a filo sospesa di fronte a un riflettore verticale fatto di una "cortina" di fili paralleli, utilizzata su bande HF come antenna trasmittente lunga distanza per stazioni di diffusione a onde corte. Può essere diretta come schiera a fase.
    - Microstrip antenna – una schiera di antenne patch fabbricate su un circuito stampato con foglio di rame sul lato opposto funzionante da riflettore. Gli elementi sono alimentati tramite strisce di rame, usate come antenne UHF e per satelliti televisivi.

.

Animazione che mostra come opera una schiera a fase

- - Schiera a fase o schiera a scansione elettronica - Una schiera piana nella quale il fascio può essere orientato elettronicamente per puntare in qualsiasi direzione, entro un ampio angolo di fronte alla schiera, senza muovere fisicamente l'antenna. La corrente dal trasmettitore alimenta ogni antenna componente tramite un variatore di fase, controllato da un computer. Cambiando la fase alle correnti alimentatrici, il fascio può essere istantaneamente puntato in direzioni diverse. Ampiamente usata nei radar militari, questa tecnica si è rapidamente diffusa alle applicazioni civili. 
    - Schiera passiva scandita elettronicamente (PESA=Passive Electronically Scanned Array) – Una schiera a fase come sopra descritta, nella quale gli elementi dell'antenna sono alimentati da un singolo trasmettitore o ricevitore tramite variatori di fase.
    - Schiera attiva scandita elettronicamente (AESA= Active Electronically Scanned Array) – Una schiera a fase nella quale ogni elemento di antenna ha un suo proprio modulo trasmittente e/o ricevente, controllato da un elaboratore centrale. La tecnologia delle schiere a fase di seconda generazione possono irradiare simultaneamente fasci multipli a frequenze multiple e sono utilizzati soprattutto in sofisticati radar militari.

  - Schiera Conforme - una schiera a fase, bidimensionale, che non è piatta, ma si conforma a una superficie curva. Gli elementi individuali sono guidati da variatori di fase che compensano le lunghezze di variazione del percorso, consentendo all'antenna di irradiare un fascio do onde piane. Antenne conformi sono spesso integrate nella "carrozzeria" curva di aeromobili e missili per motivi di aerodinamicità del velivolo.
  - Antenna Intelligente, antenna riconfigurabile o schiera adattabile – una schiera ricevente che stima la direzione di provenienza delle radioonde, ottimizza elettronicamente il modello di radiazione adattandosi a riceverlo, sintetizzando un lobo principale in quella direzione.[3]  Come una schiera a fase, essa consiste in elementi multipli identici con variatori di fase nelle linee di alimentazione, controllata da un computer.
- Schiera di dipoli Log-periodic (LPDA = Log Periodic Dipole Array) – una schiera endfire consistente in molti elementi a dipolo attivo in linea, di lunghezza gradualmente crescente. Essa funziona come un'antenna a larga banda ed elevato guadagno. È utilizzata per ricevere segnali della televisione e per comunicazioni a onde corte.

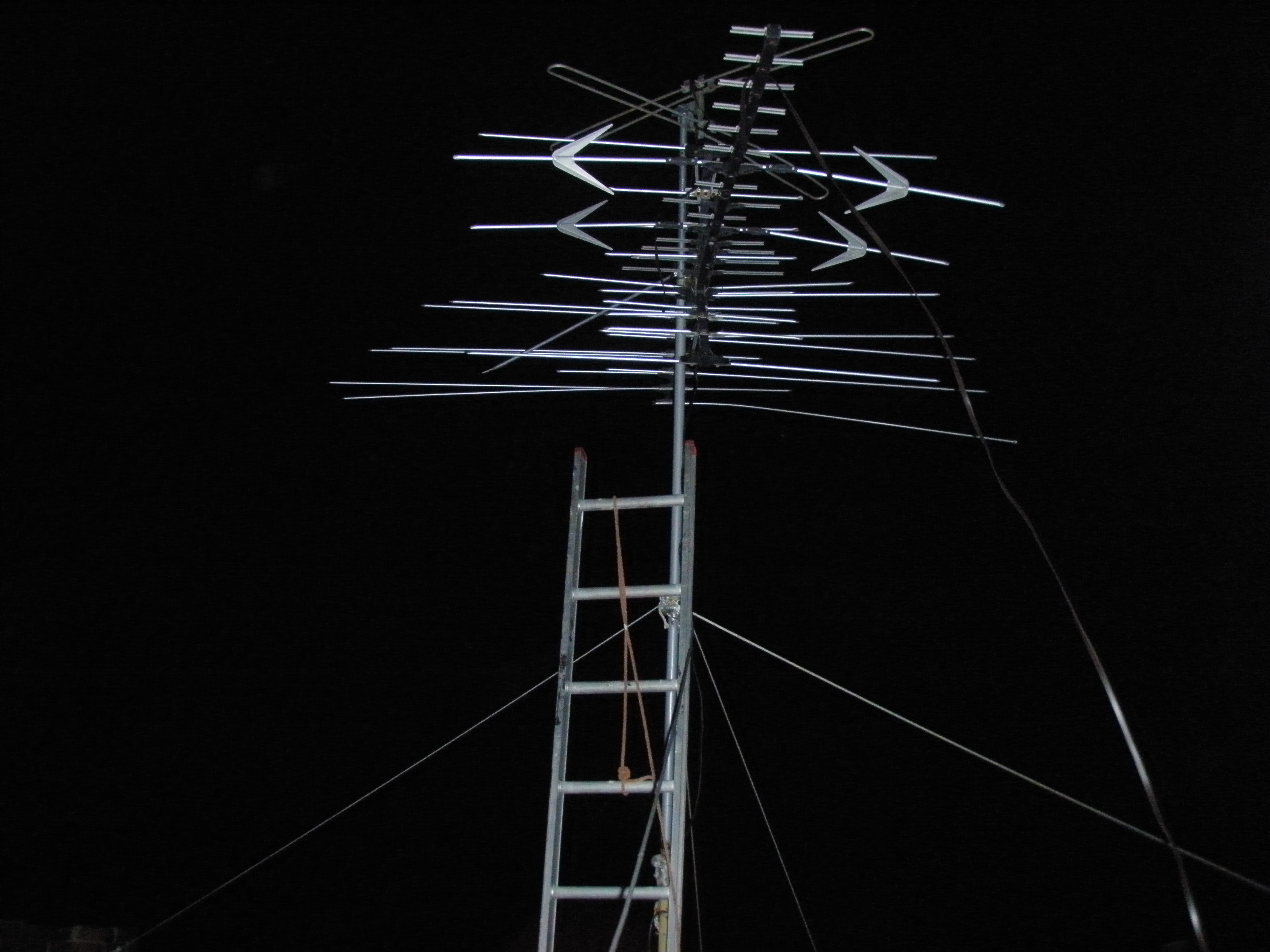
Un'antenna da tetto per televisione, una schiera parassitica endfire consistente nella combinazione di un'antenna Yagi e di un'antenna log periodic

- Schiera Parassita – Questa è una schiera endfire che consiste in elementi multipli di antenna in una linea della quale solo uno, l'elemento attivo, è connesso al trasmettitore o ricevitore, mentre gli altri elementi, detti "parassiti", non lo sono. Gli elementi parassiti funzionano come risonatori, assorbendo le radioonde dall'elemento attivo e reirradiandole con una fase diversa, per modificare il modello di radiazione dell'antenna, aumentando la potenza irradiata nella direzione voluta.  Poiché queste hanno solo un elemento attivo, sono spesso chiamate "antenne" invece di "schiere".
  - Antenna Yagi–Uda o antenna Yagi – questa schiera endfire consiste in multipli elementi di dipolo a mezz'onda in linea.  Si tratta di un singolo elemento attivo con molti elementi parassiti "direttori" nella direzione di radiazione, e usualmente un singolo "riflettore", elemento parassita dietro di lui. Sono ampiamente utilizzati su bande ad alta frequenza (HF), frequenza molto alta (VHF) e altissima frequenza (UHF) come antenne per la televisione, per antenne di comunicazione a onde corte e nelle schiere dei radar.
  - Antenna Quad - Consiste in antenne ad anello multiple e in linea, con un anello attivo e gli altri parassiti. Funziona come l'antenna Yagi.

## Progetto di schiere di antenna
In una schiera di antenne che fornisca un modulo fisso di irradiazione, noi possiamo considerare che la rete di alimentazione faccia parte della schiera di antenne. Allora, la schiera di antenne ha un'unica porta.
Possono formarsi stretti fasci, purché la fasatura di ciascun elemento della schiera sia appropriato. Se, in aggiunta, l'ampiezza dell'eccitazione ricevuta da ciascun elemento (durata di emissione) è anche ben scelta, è possibile sintetizzare una schiera a porta singola che abbia un modello di irradiazione che approssima da vicino un modello specifico. Molti metodi sono stati sviluppati per la sintesi di modelli. Argomenti aggiuntivi da prendere in considerazione sono l'adattamento (matching), l'efficacia d'irradiazione e la larghezza di banda.
Il progetto di una schiera di antenne elettronicamente indirizzabile è diversa, poiché la fasatura di ciascun elemento può essere modificata e probabilmente anche l'ampiezza relativa per ciascun elemento. In questo caso, la schiera di antenne ha porti multipli, cosicché le questioni di adattamento ed efficienza sono maggiormente coinvolte che nel caso di porta singola. Per di più adattamento ed efficienza dipendono dalla eccitazione, salvo quando le interazioni fra le antenne possono essere ignorate.
Una schiera di antenne usata per differenze di spazio e/o multiplexing spaziale (che sono tipi diversi di radio comunicazione MIMO) hanno sempre porte multiple. S'intende ricevere eccitazioni indipendenti in emissione e inviare segnali più o meno indipendenti in ricezione. Anche qui, sono coinvolte le questioni di adattamento ed efficienza, specialmente nel caso nella schiera di antenne di un apparato mobile, poiché, in questo caso, le circostanze dell'influenza della schiera di antenne sono il comportamento e la variazione nel tempo. Opportune questioni metriche di adattamento ed efficienza tengono conto delle eccitazioni peggiori possibili.